# Lamballe (comuna delegada)
Lamballe era una comuna francesa que estaba situada en el departamento de Costas de Armor, de la región de Bretaña que el 1 de enero de 2016 pasó a formar parte de la comuna nueva de Lamballe como comuna delegada, y posteriormente, el 1 de enero de 2019, pasó a formar parte de la comuna nueva de Lamballe-Armor también como comuna delegada.

## Historia
Lamballe fue la capital del territorio de los condes de Penthièvre, quienes en 1569 fueron hechos duques.
La Noue, el famoso líder hugonote, fue mortalmente herido en 1591 durante el asedio de un castillo, el cual fue desmantelado en 1626 por Richelieu. El último Duque de Penthièvre le entregó a su hijo Luis el título de Príncipe de Lamballe y la villa paso a denominarse Principado de Lamballe. 
El Príncipe de Lamballe se casó con María Luisa de Saboya-Carignan, quien tomó el título de Princesa de Lamballe. La Princesa vivió con su padre político tras la temprana muerte de su esposo y fruto de esta unión nació Luis Juan Alejandro. La princesa fue amiga de la Reina Marie Antoinette y una de las víctimas más famosas de la Revolución francesa. 
Charles Armand Tuffin, marqués de la Rouerie, héroe de la Guerra de la independencia de América y uno de los primeros líderes de la Conjuración bretona, falleció cerca de Lamballe en 1793.
Augusto Pinochet (1915-2006), dictador de Chile entre 1973 y 1989, es descendiente de una familia originaria de Lamballe. 
En 1972 absorbe las comunas de La Poterie, Maroué, Saint-Aaron y Trégomar.

## Demografía
| Gráfica de evolución demográfica de Lamballe entre 1800 y 2013 |
|                                                                |

Los datos demográficos contemplados en este gráfico de la comuna de Lamballe se han cogido de 1800 a 1999 de la página francesa EHESS/Cassini, y los demás datos de la página del INSEE.

## Patrimonio
Entre los monumentos, destacan la iglesia de San Martín y la colegiata de Nuestra Señora, así como la llamada Casa del Verdugo (Maison du Bourreau), hoy en día convertida en museo.
- En Lamballe se publica la Revista Armor, creada en 1969 por Yann Poilvet.